# Colpotrochia balajensis
Colpotrochia balajensis är en stekelart som beskrevs av Kusigemati 1985. Colpotrochia balajensis ingår i släktet Colpotrochia och familjen brokparasitsteklar. Inga underarter finns listade i Catalogue of Life.